# Лопаца
Лопаца (словен. Lopaca) — поселення в общині Шентюр, Савинський регіон, Словенія. 
Висота над рівнем моря: 501,6 м.